# Kľacká dolina
Kľacká dolina (pol. Dolina Klacka) – krótka dolina w północno-zachodniej części grupy górskiej Wielkiej Fatry w Karpatach Zachodnich na Słowacji. Długość ok. 5 km. Doliną spływa Kľacký potok. Cały Dolina Klacka leży w granicach Parku Narodowego Wielka Fatra.

## Opis
Stanowi boczne odgałęzienie Doliny Kantorskiej, od której odgałęzia się w kierunku wschodnim w rejonie polany Kaplna. Po ok. 1,2 km (tzw. Strucháreň, tu odchodzi boczna dolinka ku północnemu wschodowi) dolina zdecydowanie skręca na południowy wschód, po czym na wysokości ok. 740 m n.p.m. rozgałęzia się na dwie, a następnie trzy główne odnogi. Wznoszą się one stromo aż pod główny grzbiet zachodniej (tzw. turczańskiej) gałęzi Wielkiej Fatry między szczytami Kľak (1394 m n.p.m.) na północy a Vyšná Lipová (1220 m n.p.m.) na południu.
Cała dolina jest wycięta w granitach krystalicznego jądra Wielkiej Fatry. Jest wąska i głęboka. Od północy ogranicza ją wysoki grzbiet, jaki biegnie od szczytu Kľaku ku Przełożnicy (1079 m n.p.m.), natomiast od południa nieco niższy i krótszy grzbiet, wychodzący od wspomnianej Vyšnej Lipovej i schodzący (Dedíkov) w widły dolin Kantorskiej i Klackiej.
Cała dolina jest zalesiona. Aż po składowisko drewna nieco powyżej wspomnianego rozgałęzienia biegnie niezła bita droga. W jej górnej części, na wysokości ok. 680 m n.p.m., stał kiedyś drewniany „zameczek” łowiecki Révayów (właścicieli m.in. zamku Sklabinia), po którym dziś zachowały się tylko fundamenty.

## Turystyka
Na całej długości doliną biegnie żółto  znakowany szlak turystyczny ze Sklabińskiego Podzamcza na Kľak.